# Titus Calidius Severus

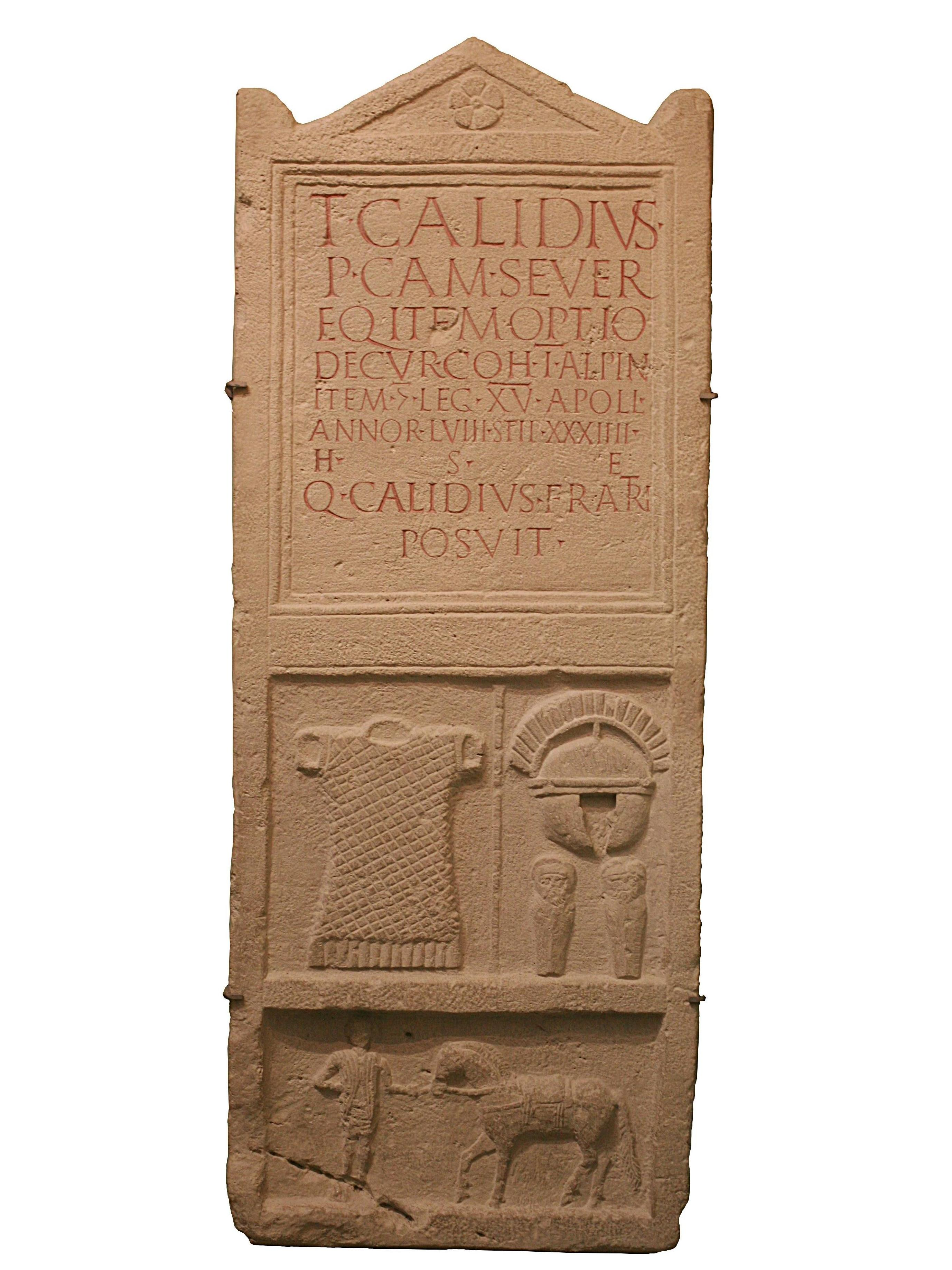
Grabstein des Titus Calidius Severus

Titus Calidius Severus war Römer und lebte im 1. Jahrhundert n. Chr. und starb in Carnuntum. Bekannt ist er einzig durch seinen Grabstein, der im April 1880 gefunden wurde und als Geschenk der Gemeinde Petronell ins Wiener Kunsthistorische Museum (Inventarnr. III 365) gelangte.

## Zur Person
Titus Calidius stammte aus Italien, wie man aufgrund seiner Tribus, des Steuer- und Musterungsbezirkes, weiß. Er begann seine militärische Laufbahn in einer Hilfstruppeneinheit, der Cohors I Alpinorum, wo er zunächst Reiter (eques) war; danach diente er als Unteroffizier in den Rängen eines optio und decurio. Schließlich wurde er zu einem Hauptmann (centurio) der 15. Legion befördert, die – mit Unterbrechungen – von 39/40 bis 114 n. Chr. in Carnuntum stationiert war. Seine Grabstele wird in flavische Zeit datiert.
(In der Kaiserzeit betrug die Sollstärke einer Legion 4.800 bis 6.000 Mann; sie war in zehn Kohorten unterteilt, die wiederum aus je sechs Centurien bestanden. Die Legionen waren auf Dauer in bestimmten Provinzen stationiert, konnten aber jederzeit zum Einsatz in Krisengebiete verlegt werden. Normalerweise währte die Dienstzeit der Soldaten zwanzig Jahre, wobei jedoch Centurionen oft bis zu ihrem Tod im Heer dienten.)

## Grabstein
Der Grabstein stammt aus Carnuntum vor den Toren Wiens (Gemeinden Petronell-Carnuntum und Bad Deutsch-Altenburg in Niederösterreich). Der Grabstein besteht aus hartem, weißem Kalkstein vom Leithagebirge, einem Leithakalk vom Typus Kaiserstein.
Er hat die Form einer hohen rechteckigen Stele und wird oben von einem dreieckigen Giebel mit Rosette abgeschlossen. Der Grabstein zeigt nicht die Person des Verstorbenen, sondern in einem zweigeteilten Sockelbild die Ausrüstungsgegenstände eines Centurios, des Kommandanten über 80 bis 100 Soldaten einer Centuria: im oberen Abschnitt links ein Schuppenpanzer (lorica squamata), in der Mitte ein Stab (vitis) als Rangabzeichen des Centurios, rechts ein Helm mit Wangenklappen und quergestelltem Helmbusch sowie Beinschienen (ocreae). Im unteren Abschnitt hält ein Reitknecht das gesattelte Pferd des Offiziers am Zügel.

### Inschrift
T(itus) Calidius / P(ublii filius) Cam(ilia) Sever(us) / eq(ues) item optio / decur(io) coh(ortis) I Alpin(orum) / item leg(ionis) XV Apoll(inaris) / annor(um) LVIII stip(endiorum) XXXIIII / h(ic) s(itus) e(st) / Q(uintus) Calidius fratri / posuit
„Titus Calidius Severus, Sohn des Publius, aus der Tribus Camilia, Reiter, dann Optio und schließlich Decurio der Cohors I Alpinorum, danach Centurio der Legio XV Apollinaris, 58 Jahre alt, 34 Dienstjahre, liegt hier begraben. Quintus Calidius hat seinem Bruder dieses Grabmal errichtet“.